# Gambo (Canadese gemeente)
Gambo is een gemeente (town) in de Canadese provincie Newfoundland en Labrador. De plaats bevindt zich aan de Kittiwake Coast in het oosten van het eiland Newfoundland.

## Geschiedenis
Het grondgebied van de huidige gemeente bestaat historisch gezien uit de nederzettingen Dark Cove en Middle Brook, al is ook Gambo een historische naam voor de omgeving. Dark Cove kreeg in 1962 als eerste van beide gemeentevrije plaatsen beperkt lokaal bestuur door de oprichting van een local improvement district (LID). In 1965 annexeerde het LID de plaats Middle Brook en werd het hernoemd tot Dark Cove-Middle Brook.
In 1970 werden ook de buurten Dark Cove West en Middle Brook North geannexeerd, waardoor de gemeente haar huidige grondgebied verkreeg.
In 1973 werd de naam veranderd naar Dark Cove-Middle Brook-Gambo en veranderde de status van de gemeente van een LID naar een rural district. In 1980 werd die lokale bestuursvorm door de provincieoverheid afgeschaft en werden alle rural districts automatisch towns. Datzelfde jaar werd de naam tegelijk aangepast tot kortweg Gambo.

## Geografie
De gemeente ligt aan Freshwater Bay, een 28 km lange zijarm van Bonavista Bay aan de oostkust van het eiland Newfoundland. Gambo ligt aan provinciale route 320 nabij de samenkomst ervan met de Trans-Canada Highway. In het zuiden van de gemeente mondt de rivier de Gambo uit in Freshwater Bay.

## Toerisme
De gemeente bestempelt zichzelf als de oostelijke toegangspoort tot de Kittiwake Coast. Er bevindt zich een museum dat focust op het leven van Joey Smallwood en op de dorpsgeschiedenis. Het gebouw doet tegelijkertijd dienst als informatiecentrum voor toeristen die de kustregio wensen te bezoeken.
De gemeente heeft een aantal wandelroutes, waaronder een die Dolomon's Point en de oevers van de Clay Cove aandoet.

## Demografie
Demografisch gezien is Gambo, net zoals de meeste afgelegen gemeenten op Newfoundland, aan het krimpen. Tussen 1976 en 2021 daalde de bevolkingsomvang van 2.994 naar 1.816. Dat komt neer op een daling van 1.178 inwoners (-39%) in 45 jaar tijd.
| Demografische ontwikkeling van Gambo tussen 1976 en 2021                   |
| -------------------------------------------------------------------------- |
|                                                                            |
| Bron: Statistics Canada (1976–1986, 1991–1996, 2001–2006, 2011–2016, 2021) |

### Taal
In 2021 had 99,7% van de inwoners van Gambo het Engels als moedertaal (waarvan 0,6% als gedeelde moedertaal). Het vijftal anderen was die taal machtig.
Hoewel slechts vijf mensen (0,3%) het Frans als moedertaal hadden, waren er 25 mensen die die andere Canadese landstaal konden spreken (1,4%). De meest gekende taal naast het Engels of het Frans was het Nederlands, met naar schatting vijftien mensen die die taal anno 2021 machtig waren.

## Gezondheidszorg
Gezondheidszorg wordt in de gemeente aangeboden door het Dr. Brian Adams Memorial Community Health Centre. Deze lokale zorginstelling valt onder de bevoegdheid van de gezondheidsautoriteit Central Health en biedt de inwoners uit de omgeving basale eerstelijnszorg aan.

## Galerij

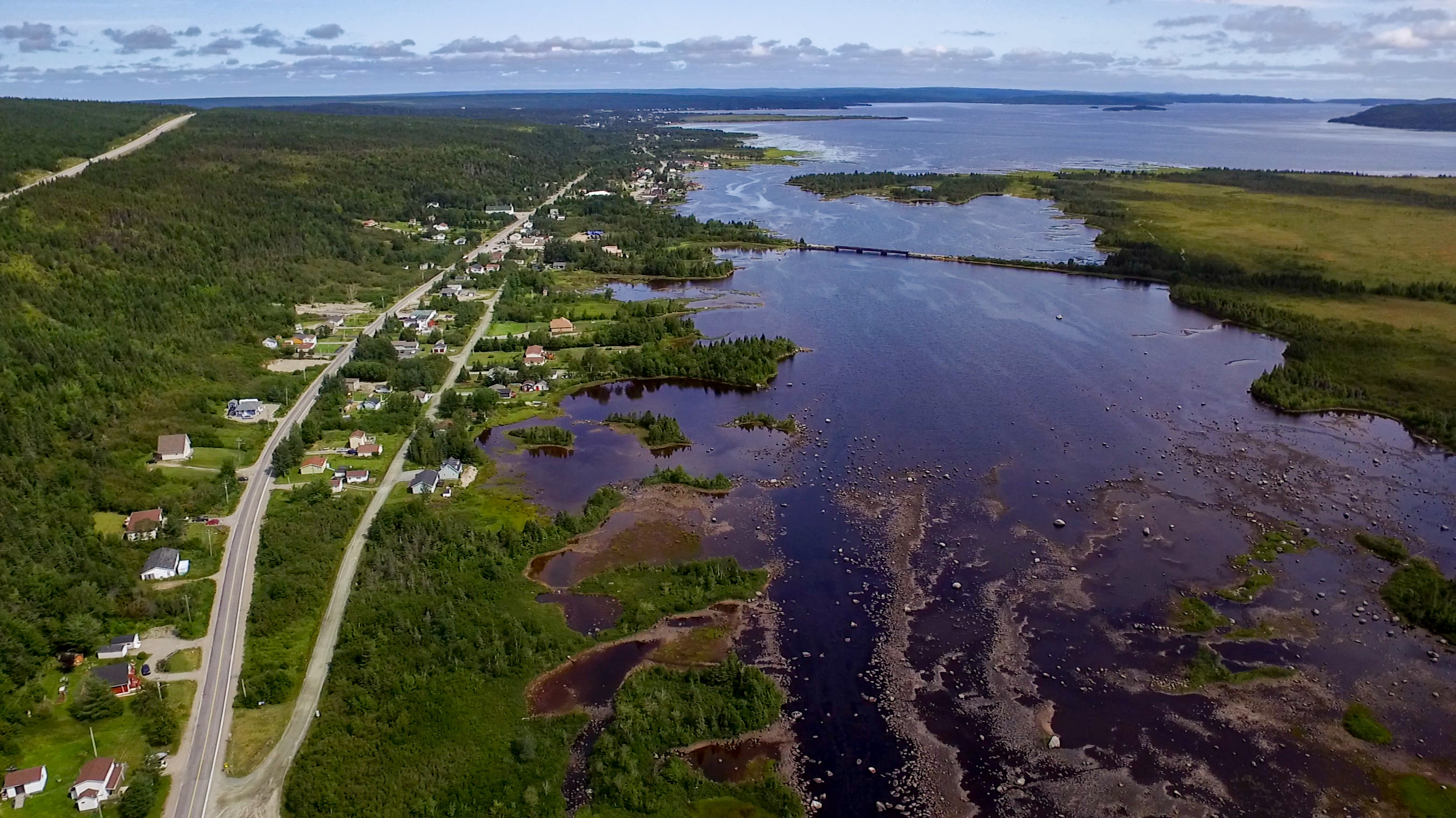
Monding van de rivier Gambo in Freshwater Bay aan de zuidrand van het dorp
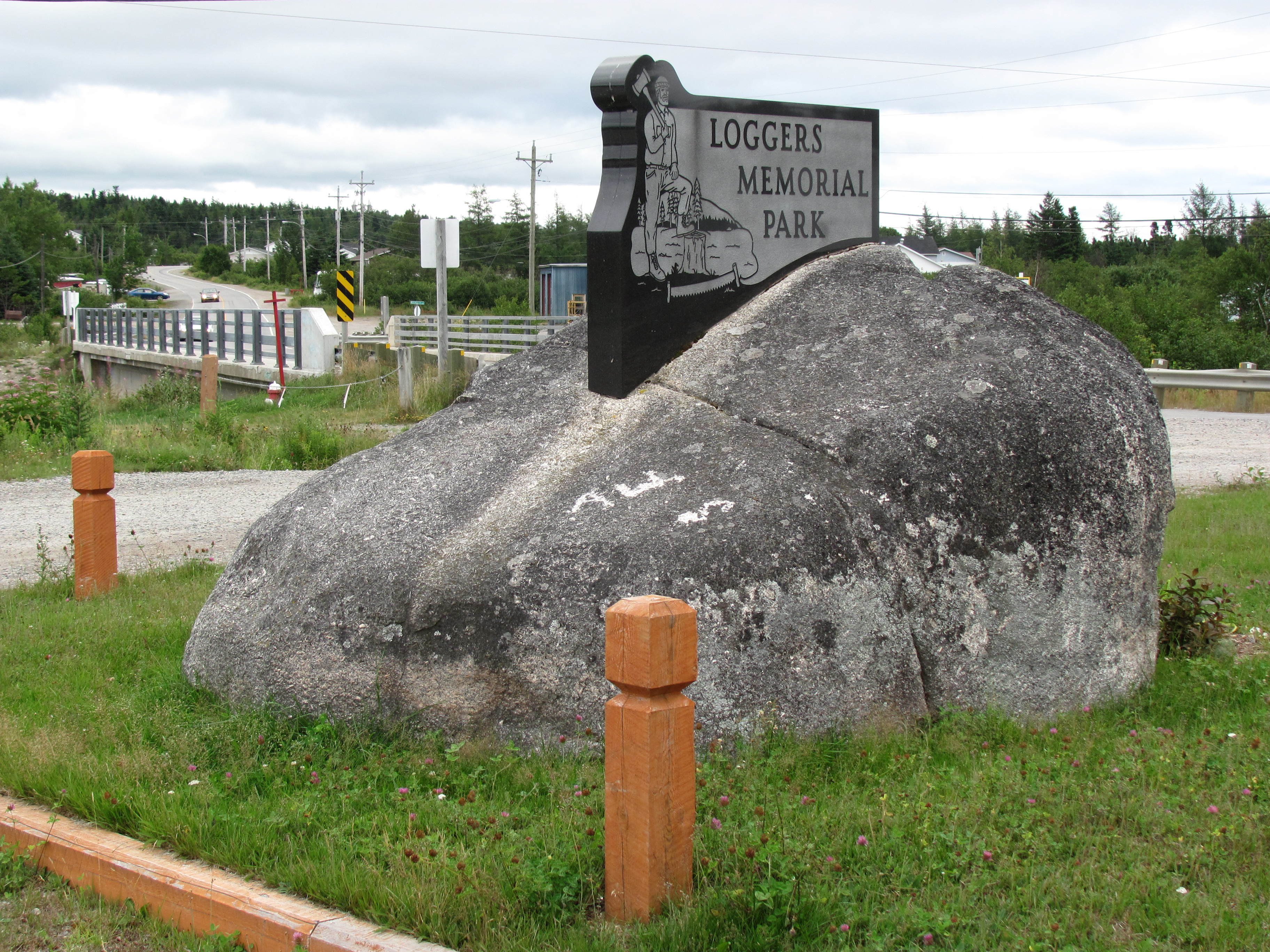
Toengangsbord voor Loggers Memorial Park, een park ter ere van het houthakkersverleden

## Geboren
- Joey Smallwood (1900-1991), eerste premier van Newfoundland